# Nam Dương Công chúa (nhà Tùy)
Nam Dương công chúa (chữ Hán: 南陽公主; 586 – ?), công chúa nhà Tùy, là Hoàng trưởng nữ của Tùy Dạng Đế Dương Quảng.

## Tiểu sử
Sử sách không cho biết rõ sinh mẫu của Nam Dương công chúa là ai, bà được ghi nhận sinh vào năm Khai Hoàng thứ 6 (586). Về dung mạo, Nam Dương công chúa được sử thư miêu tả tài hoa xinh đẹp: "mỹ phong nghi, hữu chí tiết, tạo thứ tất dĩ lễ".
Năm Khai Hoàng thứ 19 (599), Nam Dương công chúa 14 tuổi được gả cho Vũ Văn Sĩ Cập, con thứ ba của Hứa quốc công Vũ Văn Thuật. Năm 618, anh trai của Vũ Văn Sĩ Cập là Vũ Văn Hóa Cập mưu phản, giết chết Tùy Dạng Đế.
Khi Đậu Kiến Đức khởi binh thảo phạt Vũ Văn Hóa Cập, đã cho người dò hỏi Nam Dương công chúa muốn xử trí Vũ Văn Thiện Sư (宇文禅师), con chung của bà và Vũ Văn Sĩ Cập thế nào. Nam Dương công chúa bảo rằng: "Hoàng thất nhà Tùy phạm lỗi cũng đồng tội dân thường, nguyên cớ gì phải hỏi!" và cho phép xử tử con trai. Sau đó, Nam Dương công chúa xuất gia tu hành.
Về sau, Đậu Kiến Đức bị nhà Đường đánh bại, Nam Dương công chúa trở về Trường An, tái ngộ Vũ Văn Sĩ Cập ở Lạc Dương. Vũ Văn Sĩ Cập mong được gặp mặt Nam Dương công chúa nhưng không được ưng thuận. Vũ Văn Sĩ Cập đứng bên ngoài, mong được nối lại tình phu phụ nhưng Nam Dương công chúa bảo rằng: "Ta và ngươi hai nhà không đội trời chung, giờ ta không tự tay giết chết ngươi vì ngày ấy ngươi không tham gia mưu nghịch" rồi bảo rời đi nhưng Vũ Văn Sĩ Cập vẫn kiên trì nài nỉ.
Cuối cùng, Nam Dương công chúa giận quát: "Người muốn chết thì cứ gặp lại ta lần nữa!" Vũ Văn Sĩ Cập nghe vậy đành cúi lạy rồi rời đi. Sử sách không ghi chép chuyện về sau của Nam Dương công chúa, không rõ bà mất năm nào.

## Tư liệu tham khảo
- Ngụy Trưng (636), Liệt nữ truyện, Tùy thư - Quyển 80.
- Tư Mã Quang (1084), Đường kỷ, Tư trị thông giám - Quyển 189.